# 今日のあまつか
『今日のあまつか』（きょうのあまつか　英文：Today's Amatsuka）は、エンタちゃん広報局で配信されているバラエティ番組である。かつてはエンタ!959でテレビ番組として放送されていた。

## 番組概要
AV女優・天使もえの初冠番組。「天使（あまつか）が天使（てんし）の名前に恥じないタレントに成長できるよう、様々な企画にチャレンジしていく」ことを目標に、毎回様々な企画（番組内では「今日やること」と掲示）に挑戦する。
進行役はギチ青柳貴哉。不定期にAV女優がゲスト出演する。
2015年5月16日に放送スタート。翌月16日よりPigooオンデマンドで配信開始。原則月1放送。天使が内にこもりがちな性格ということでロケ企画が多く、近年では旅番組の要素も強くなっている
土台となったのはギチ青柳貴哉がMCを務めたバンビプロモーションのニコニコ生放送｢バンバン✩TV｣で、天使のエンタ！959 presents スカパー！アダルト新人賞授賞受賞記念番組として企画が立ち上がった際に、ギチ青柳の名が上がり、2015年5月に第1回収録と｢バンバン✩TV｣の天使ゲスト回が合わせて公開収録されている。AV女優の冠番組であるものの、メイン出演陣のキャラクターもあり、セクシー要素はほとんどない。
2021年12月よりU-NEXTでも再編集版を配信開始。
2024年1月17日放送分をもって、スカパー!、およびPigooオンデマンドでの配信が終了となる。2月より番組は制作会社・ノーマンスリーが立ち上げたDMMオンラインサロン「エンタちゃん放送局」のコンテンツとして制作、配信される。
3月13日、DMMオンラインサロン「エンタちゃん放送局」の開局を記念した3番組合同トークショーを開催。出演者は天使もえ＆青柳貴哉（今日のあまつか）、本庄鈴（本庄鈴ととのいました）、未歩なな（未歩ななの始めの一歩）。

## 出演者
MC
- 天使もえ -  「キラキラした人前が大嫌い」なAV女優。容姿と同じくしっかり者で料理もうまいが、引きこもりがち。番組では素質を伸ばすため、様々なことに挑戦。ロケに駆り出される。なお、進行の青柳以上に進行がうまい。
- ギチ青柳貴哉 - AV女優マネジャー歴がある芸人。番組内の略称は「青柳」であるが、天使からは「たかや」、「暗い人」と呼ばれる。

複数回ゲスト
- シャバダバふじ – MC対決などで出演
- うんこちゃん（加藤純一） – MC対決などで出演

## 放送リスト
| 放送回 | 初回放送日     | おもな企画                                                                             | ゲスト                                                               |
| ------ | -------------- | -------------------------------------------------------------------------------------- | -------------------------------------------------------------------- |
| #1     | 2015年 5月16日 | 公開収録                                                                               |                                                                      |
| #2     | 6月19日        | 緊縛講習会                                                                             | 飛室イヴ 桃原茜                                                      |
| #3     | 7月17日        | ポールダンス挑戦                                                                       | 桃原茜                                                               |
| #4     | 8月18日        | 遊園地挑戦                                                                             | あやみ旬果                                                           |
| #5     | 9月18日        | 乗馬挑戦                                                                               | あやみ旬果                                                           |
| #6     | 10月17日       | 鬼怒川で野生児                                                                         | さくらゆら                                                           |
| #7     | 11月17日       | 鬼怒川でトリックアート                                                                 | さくらゆら                                                           |
| #8     | 12月17日       | ジューシーハニー沖縄ロケ                                                               | 湊莉久 あやみ旬果                                                    |
| ♯9     | 2016年 1月16日 | XmasParty＆オフ会                                                                      | 白木優子                                                             |
| #10    | 2月16日        | 浅草食べ歩き                                                                           | 上原亜衣                                                             |
| #11    | 3月17日        | 新MC決定戦                                                                             | 上原亜衣                                                             |
| #12    | 4月19日        | タップダンス挑戦                                                                       |                                                                      |
| #13    | 5月17日        | 天使ギャル化計画                                                                       | 丘咲エミリ                                                           |
| #14    | 6月16日        | 高尾山登山で山ガール挑戦                                                               | きみと歩実                                                           |
| #15    | 7月16日        | 高尾山登山で山ガール挑戦                                                               | きみと歩実                                                           |
| #16    | 8月16日        | 天使もえデビュー2周年＆22歳誕生日記念公開収録                                          |                                                                      |
| #17    | 9月17日        | 奥多摩で夏のアウトドア挑戦                                                             | 葵                                                                   |
| #18    | 10月18日       | 奥多摩で夏のアウトドア挑戦                                                             | 葵                                                                   |
| #19    | 11月17日       | 伊豆・爬虫類専門動物園 "iZoo"                                                          | 初美沙希                                                             |
| #20    | 12月17日       | 伊豆・ミカン狩り                                                                       | 初美沙希                                                             |
| #21    | 2017年 1月17日 | XmasParty公開収録                                                                      |                                                                      |
| #22    | 2月16日        | フルーツタルト作り挑戦                                                                 | 宮崎あや                                                             |
| #23    | 3月16日        | 新MC決定戦                                                                             | 宮崎あや 加藤純一                                                    |
| #24    | 4月18日        | 福岡B級グルメツアー                                                                    | あやみ旬果                                                           |
| #25    | 5月16日        | 福岡B級グルメツアー・ギチ青柳のルーツを訪ねる                                          | あやみ旬果                                                           |
| #26    | 6月16日        | 福岡B級グルメツアー・ギチ青柳のルーツを訪ねる                                          | あやみ旬果                                                           |
| #27    | 7月16日        | 天使もえデビュー3周年記念公開収録                                                      | あやみ旬果                                                           |
| #28    | 8月16日        | 熱海で海釣り                                                                           | 跡美しゅり                                                           |
| #29    | 9月17日        | 熱海秘宝館観光                                                                         | 跡美しゅり                                                           |
| #30    | 10月18日       | ハロウィンでゾンビ体験                                                                 | 天海つばさ                                                           |
| #31    | 11月17日       | スポーツの秋・シュミレーションゴルフ体験（「シュミレーション」は原文ママ）             | 天海つばさ                                                           |
| #32    | 12月17日       | 那須どうぶつ王国                                                                       | 松田美子 桜もこ                                                      |
| #33    | 2018年 1月17日 | 那須どうぶつ王国                                                                       | 松田美子 桜もこ                                                      |
| #34    | 2月16日        | XmasParty公開収録                                                                      |                                                                      |
| #35    | 3月16日        | SHOW YOUR ROCKETS V.S 今日のあまつか 番組対抗体育祭・後編                              | 湊莉久 高橋しょう子 三上悠亜                                         |
| #36    | 4月18日        | 河口湖オルゴールの森美術館                                                             | 白石茉莉奈                                                           |
| #37    | 5月16日        | 河口湖オルゴールの森美術館                                                             | 白石茉莉奈                                                           |
| #38    | 6月17日        | 伊豆高原・そば打ち体験                                                                 | 桜空もも                                                             |
| #39    | 7月18日        | ケニーズハウスカフェ伊豆高原本店 アトリエロッキー万華鏡館                              | 桜空もも                                                             |
| #40    | 8月19日        | デビュー4周年記念トークショー                                                          | 深田結梨                                                             |
| #41    | 9月19日        | 東雲でアーチェリーハント体験                                                           | 原宿バンビーナ（宮崎あや 早川瑞希 榎本美咲 七海ゆあ）                |
| #42    | 10月17日       | アイドル育成講座                                                                       | 原宿バンビーナ（宮崎あや 早川瑞希 榎本美咲 七海ゆあ）                |
| #43    | 11月16日       | さがみ湖プレジャーフォレストでスポーツの秋                                             | 希崎ジェシカ                                                         |
| #44    | 12月16日       | プレジャーフォレスト「マッスルモンスター」に挑む！                                     | 希崎ジェシカ                                                         |
| #45    | 2019年 1月17日 | あやみ旬果・天使もえ初の2マンライブ「真夏のもえ旬 Party with 生贄たち」                | あやみ旬果                                                           |
| #46    | 2月16日        | 第5回天使もえXmasParty                                                                 |                                                                      |
| #47    | 3月16日        | 市原ぞうの国                                                                           | 戸田真琴                                                             |
| #48    | 5月18日        | 東京湾観音                                                                             | 戸田真琴                                                             |
| #49    | 8月17日        | 東京ストロベリーパーク                                                                 | 栄川乃亜                                                             |
| #50    | 9月19日        | カップヌードルミュージアム横浜                                                         | 栄川乃亜                                                             |
| #51    | 10月16日       | LOFT9SHIBUYAでデビュー5周年を祝う                                                      |                                                                      |
| #52    | 11月16日       | ULTRAtwirlersからバトントワリングを習う                                                | 高橋しょう子                                                         |
| #53    | 12月17日       | ドラム演奏体験、2019年を振り返る                                                       | 高橋しょう子                                                         |
| #54    | 2020年 1月18日 | つくばわんわんランド                                                                   | 希島あいり                                                           |
| #55    | 2月16日        | 筑波山麓・ガマ洞窟                                                                     | 希島あいり                                                           |
| #56    | 3月17日        | 第6回天使もえXmasParty                                                                 |                                                                      |
| #57    | 4月18日        | 鴨川シーワールド                                                                       | 坂道みる                                                             |
| #58    | 5月16日        | 東京ドイツ村                                                                           | 坂道みる                                                             |
| #59    | 6月16日        |                                                                                        |                                                                      |
| #60    | 7月19日        | デビュー6周年、番組開始5周年を祝う                                                     | 乙白さやか、杏羽かれん                                               |
| #61    | 8月16日        | デックス東京ビーチ                                                                     | 乙白さやか、杏羽かれん                                               |
| #62    | 9月16日        |                                                                                        |                                                                      |
| #63    | 10月17日       | 富士サファリパーク前編                                                                 | 唯井まひろ                                                           |
| #64    | 11月16日       | 富士サファリパーク後編                                                                 | 唯井まひろ                                                           |
| #65    | 12月16日       | 教えてもえ先生、新人アイドル育成講座                                                   | 乙白さやか、杏羽かれん                                               |
| #66    | 2021年 1月16日 | 箱根観光編、大涌谷にいこう                                                             | 二階堂夢                                                             |
| #67    | 2月17日        | 星の王子さまミュージアムに行く                                                         | 二階堂夢                                                             |
| #68    | 3月17日        | 第7回天使もえXmasParty                                                                 |                                                                      |
| #69    | 4月17日        | 護身術体験編                                                                           | 友田彩也香                                                           |
| #70    | 5月19日        | あざとかわいい女子を目指すトーク                                                       | 友田彩也香                                                           |
| #71    | 6月16日        | 実践、友田彩也香式モテメイク術                                                         | 友田彩也香                                                           |
| #72    | 7月17日        | 金のテーマパーク・土肥金山                                                             | miru                                                                 |
| #73    | 8月18日        | 伊豆の珍スポット巡り・後編                                                             | miru                                                                 |
| #74    | 9月17日        | 天使もえ7周年企画、今日のあまつか7年間を振り返ろう                                     |                                                                      |
| #75    | 10月16日       | お台場チームラボボーダレスでデジタルアート体験                                         | 初川みなみ                                                           |
| #76    | 11月16日       | 天使もえ×初川みなみ キャワいい韓国キャンドル作り体験                                   | 初川みなみ                                                           |
| #77    | 12月17日       | 第8回天使もえクリスマスパーティー                                                      |                                                                      |
| #78    | 2022年 1月16日 | 2022年を占ってもらおう                                                                 | あやみ旬果                                                           |
| #79    | 2月16日        | 生贄会の解説と報告会                                                                   | あやみ旬果                                                           |
| #80    | 3月16日        | もえｖｓ旬                                                                             | あやみ旬果                                                           |
| #81    | 4月17日        | あやみ旬果写真展でのもえ旬トークライブ                                                 | あやみ旬果                                                           |
| #82    | 5月18日        | 春のよみうりランド旅、前編 グッジョバ編                                                |                                                                      |
| #83    | 6月16日        | 春のよみうりランド旅、後編 ジュエルミネーション編                                      |                                                                      |
| #84    | 7月17日        | Bstarトークショー～アワード受賞者大集合～                                              | 白石茉莉奈、戸田真琴、本郷愛                                         |
| #85    | 8月17日        | 宇宙ミュージアムTeNQ                                                                   | 新ありな                                                             |
| #86    | 9月18日        | 猫カフェ編                                                                             | 新ありな                                                             |
| #87    | 10月19日       | 天使もえ8周年記念イベント                                                              |                                                                      |
| #88    | 11月16日       | 8周年記念イベント・後編                                                                |                                                                      |
| #89    | 12月16日       | 高岡編第1話「姉＆母が語る幼少期のあやみ旬果」、2022年11月30日先行配信                  | あやみ旬果                                                           |
| #90    | 2023年 1月17日 | 高岡編第2話「上京＆親バレ秘話、地元での恋愛事情、高岡ブラック」、2022年12月6日先行配信 | あやみ旬果                                                           |
| #91    | 2月16日        | 高岡編第3話                                                                            | あやみ旬果                                                           |
| #92    | 3月16日        | 高岡編第4話高岡観光編、2023年03月10日先行配信                                          | あやみ旬果                                                           |
| #93    | 4月16日        | 天使もえクリスマスパーティー                                                           |                                                                      |
| #94    | 5月17日        | たびとも特別編・戸田真琴箱根卒業旅行                                                   | 戸田真琴、白石茉莉奈                                                 |
| #95    | 6月16日        | たびとも特別編・戸田真琴箱根卒業旅行・第2話                                            | 戸田真琴、白石茉莉奈                                                 |
| #96    | 7月16日        | お部屋で最後のまこりんレディオ、BStar大感謝祭ベストテン                                | 戸田真琴、白石茉莉奈、アミバ、本郷愛、五十嵐清華、千鶴えま、未歩なな |
| #97    | 8月16日        | 戸田真琴卒業旅行・第4話                                                                | 2023年7月12日先行配信戸田真琴、白石茉莉奈、アミバ                    |
| #98    | 9月17日        | 戸田真琴卒業旅行・第5話                                                                | 2023年7月12日先行配信                                                |
| #99    | 10月18日       | 伊豆わさびミュージアムの旅。                                                           | 2023年10月13日先行配信 未歩なな                                      |
| #100   | 11月17日       | 祝100回記念!伊豆のパノラマ絶景に癒される                                               | 未歩なな                                                             |
| #101   | 12月16日       | 天使もえ9周年記念トークライブ 7月22日、ロフト9渋谷にて公開収録                         | あやみ旬果                                                           |
| #102   | 2024年 1月17日 | 河口湖編                                                                               | 神木麗                                                               |

| 配信回 | 配信放送日    | おもな企画                                        | ゲスト、特記 |
| ------ | ------------- | ------------------------------------------------- | --- |
|        | 2024年 3月1日 | 今日のあまつかプレゼンツ 第10回天使もえX'masParty | 2023年12月17日先行配信 |
|        | 4月5日        | Bstar大感謝祭2023                                 | 白石茉莉奈、本郷愛、五十嵐清華、未歩なな、安達夕莉、芦名ほのか、浅野こころ、さくらわかな、楠エリサ、樟葉杏、ファミリーバンド |
|        | 5月3日        | 佐倉ロケ前編、佐倉ふるさと広場                    | 青柳不在回 |
| #107   | 6月7日        | 佐倉ロケ後編、佐倉きのこ園                        | |
| #108   | 8月30日       | 天使もえ10周年記念トークショー・前編              | |
| #109   | 9月           | トークショー後半                                  | |
| #110   | 10月25日      | 埼玉県・金笛しょうゆパーク編                      | |
| #111   | 11月          | 埼玉編後編                                        | |
| #112   | 12月27日      | 「昭和ふるさと村」で昭和体験。                    | 五十嵐清華 青柳は出産待機のため休養                                                                                          |
| #113   |               |                                                   | |
| #114   |               |                                                   | |
| #115   | 2025年2月7日  | 第11回天使もえクリスマスパーティー                | 2024年12月22日公開収録 |
| #116   | 3月7日        | AMATSUKAカウントダウンライブ                      | 2024年12月31日～2025年1月1日にかけて行われたカウントダウンライブの模様を送る。                                               |
| #117   | 4月4日        | 鎌倉観光前編                                      | 浜辺やよい |
| #118   | 5月1日        | 鎌倉観光後編                                      | 浜辺やよい 2025年4月22日先行配信                                                                                             |
| #119   | 6月6日        | 希島あいり×AMATSUKA COLLABORATION LIVE Vol.2      | 希島あいり |

## スタッフ
- 監督：高橋慎
- 協力：バンビプロモーション、よしもとクリエイティブ・エージェンシー → ビースター
- 製作プロダクション：ノーマンスリー（2019年2月より）
- 制作著作：つくばテレビ → ノーマンスリー[55]

## 関連商品
すべてつくばテレビからの発売。

### DVD
- Vol.1（2015年6月～9月放送放送分収録）
- Vol.2（2015年10月～20163月放送分収録）
- Vol.3（2016年4月～2016年7月放送分収録）
- Vol.4（2016年8月～2016年12月放送分収録）
- GO!GO!こじまな号V.S今日のあまつか 番組対抗学園祭（2015年9月発売）同年放送の番組横断コラボ企画を単独DVD化。当番組チームには湊莉久が加入している。

### Blu-ray
以下はDVD版は未発売。
- Vol.5（2017年2月～2017年6月放送分収録）
- Vol.6（2017年7月～2017年11月放送分収録）
- Vol.7（2017年12月～2018年5月放送分収録）
- SHOW YOUR ROCKETS V.S 今日のあまつか 番組対抗体育祭（2018年7月1日発売）番組対抗企画の商品化第2弾。「高橋しょう子と三上悠亜のSHOW YOUR ROCKETS」2018年4月2日配信分と「今日のあまつか」2018年4月16日配信分のディレクターズカット版。前回同様、当番組チームには湊莉久が加入。
- Vol.8（2018年6月～2018年12月放送分収録）
- Vol.9（2019年3月～9月放送分収録）[56]
- Vol.10（2019年11月～2020年2月放送分収録）[56]
- Vol.11（2020年3月～8月放送分収録）
- Vol.12（2020年10月、11月、2021年1月～3月放送分収録）
- Vol.13（2021年4月～9月放送分収録）
- Vol.14（2021年10月～4月放送分収録）
- Vol.15（2022年5月～9月放送分収録）
- Vol.16（2022年12月～2023年3月、「まこりんレディオ」2023年2月、3月放送分収録）
- たびとも戸田真琴卒業旅行（2023年5月～9月、戸田真琴卒業旅行編収録）[57]
- Vol.17（2023年4月、10月～12月放送分収録）
- Vol.18（2024年1月、3月、5月～6月放送分収録）
- Vol.19（2024年8月～12月放送分収録）